# Lelewelówka

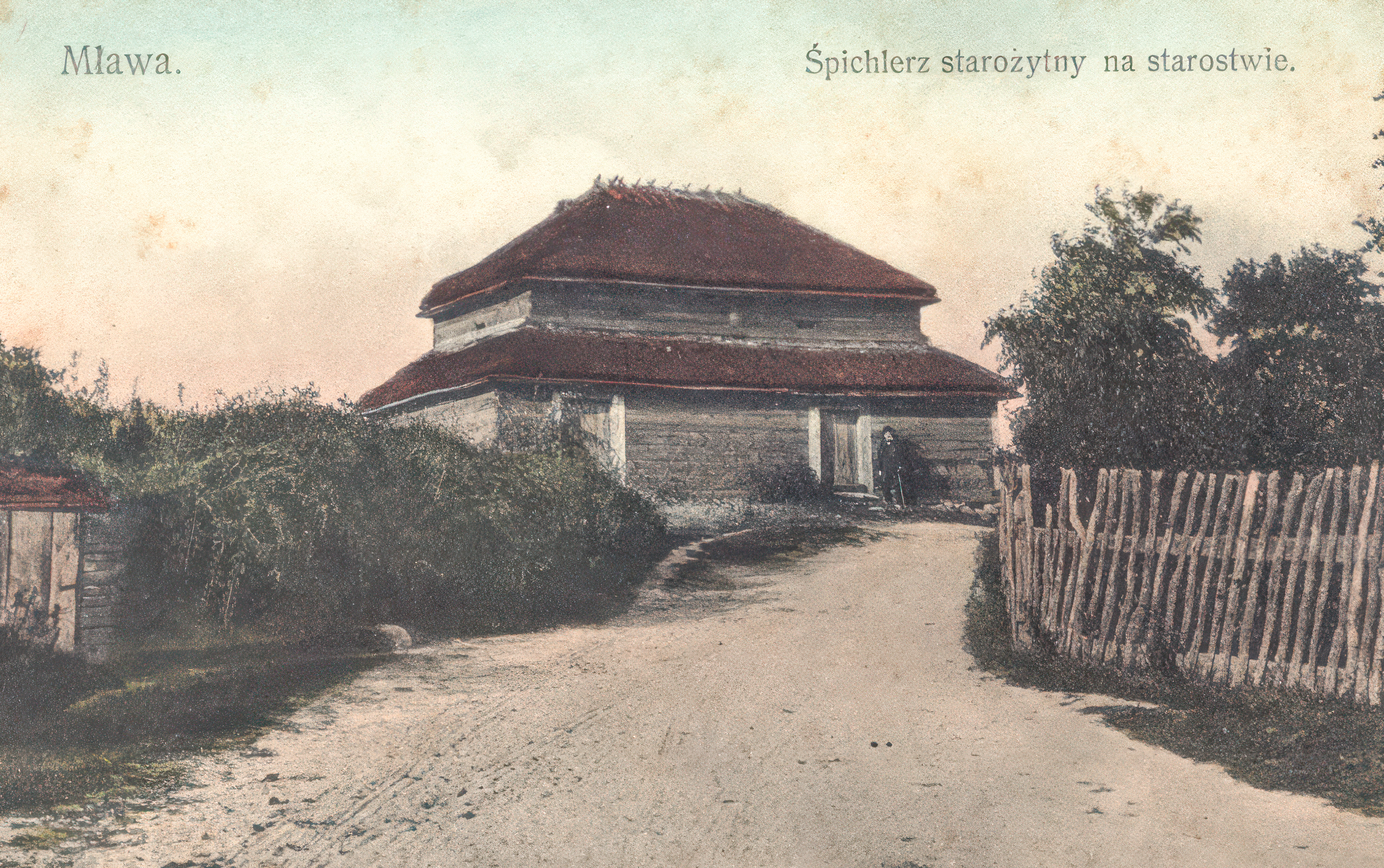
Lelewelówka na kartce pocztowej z przełomu XIX i XX wieku

Lelewelówka – drewniany budynek z końca XVIII w. przy ulicy Warszawskiej 44 w Mławie, dawny spichlerz, jedyna pozostałość zabudowań starościńskich.

## Opis
Budynek drewniany, wolnostojący dawny spichlerz, o konstrukcji zrębowej, nieszalowany, na planie prostokąta, na podmurówce z polnych głazów, pod całym budynkiem wysokie piwnice, sklepienie piwnic ceglane kolebkowe z lunetami. Wnętrze po przekształceniach zyskało układ trójpasmowy, pierwotnie prawdopodobnie jednoprzestrzenne. Podłogi drewniane, stropy drewniane na belkach. Elewacja frontowa trzyosiowa o osiach wyznaczonych trzema oknami, elewacja tylna czteroosiowa dzielona trzema oknami i drzwiami wejściowymi ze skrajnej lewej osi, wszystkie okna skrzynkowe, dwudzielne zaopatrzone w płycinowe okiennice, drzwi wejściowe klepkowe z okuciami, elewacje boczne bez podziałów. Budynek kryty dachem łamanym tzw. krakowskim, pierwotnie i obecnie pokrytym gontem, w ścianach poddasza niewielkie świetliki, dwa od strony frontowej i jeden na stronie wschodniej.

## Historia
Wybudowany pod koniec XVIII wieku, przed rokiem 1777 jako spichlerz starostwa grodowego. Stanowi jedyną pozostałość dość licznych zabudowań starościńskich, folwarku Starostwo, zamku starościńskiego. W wieku XIX zaczyna pełnić rolę mieszkalną. Po roku 1876 zostaje własnością Prota Lelewela młodszego brata Joachima i od tego czasu w świadomości mławian utrwaliła się i utrzymała do dzisiaj nazwa Lelewelówka. W latach 1955–1957 przeprowadzono prace restauracyjne, założono izolację poziomą, wymieniono podwaliny i część belek ścian, zmieniono układ wnętrza usuwając część ścianek działowych. W kartach zabytku sporządzonych w roku 1958 i 1966 odnotowano pożar w roku 1958, po którym dach pokryto strzechą słomianą z jednoczesnym zaleceniem zmiany pokrycia na gont. W roku 1966 był w stanie dobrym. W roku 1977 spłonął. W roku 1978 zawarto umowę na remont zakończony w roku 1985. Wnętrza przystosowano do funkcji biurowej a obiekt zaczął pełnić rolę siedziby lokalnego oddziału PTTK. Mimo głosów, że w formie nadanej przez odbudowę po pożarze z 1977 roku stał się w dużej mierze rekonstrukcją, pozostaje jednym z najdawniejszych zachowanych zabytków Mławie. Od roku 2004 własność kolejnego właściciela prywatnego.